# محمد بن عبد الله نسطولس
محمد بن عبد الله نسطولس (أو بسطولس) هو عالم فلك وأسطرلابي بارز في القرن العاشر. اشتهر بصنع أحد أقدم الأسطرلابات الباقية بتاريخ 927/928، بالإضافة إلى أسطرلاب آخر محفوظ جزئيًا يحمل توقيعه: «صنع على يد نسطولس في عام 315 هجريًا (925)».

## حياته
لا يُعرف سوى القليل جدًا عن حياته. ويدل اسمه الكامل، بناءً على شهادة عالم الفلك المعاصر أبو سعيد السجزي، على أنه مسلم. لكن بعض المؤرخين المعاصرين اقترحوا أن اسمه الأخير الأجنبي قد يشير إلى أنه كان إما يونانيًا أو مسيحيًّا نسطوريًا، أو هكذا كان أصله.